# Ćmielów
Ćmielówⓘ é uma cidade no sudeste da Polônia. Pertence à voivodia de Santa Cruz, no condado de Ostrowiec. É a sede da comuna urbano-rural de Ćmielów.
Estende-se por uma área de 13,3 km², com 2 770 habitantes, segundo o censo de 31 de dezembro de 2024, com uma densidade populacional de 208 hab./km².

## Localização
Ćmielów está localizada no Sopé de Iłża e no planalto de Sandomierz, a cerca de 10 quilômetros a leste de Ostrowiec Świętokrzyski, na estrada provincial n.º 755.
Passam pela cidade as  ciclovias verde “Witold Gombrowicz” e a  vermelha “Marian Raciborski”.
Ćmielów está situada às margens do rio Kamienna, onde deságua o rio Przepaść.

## História
Os primórdios do assentamento na área da atual Ćmielów datam do período neolítico tardio. Isso foi favorecido pelos solos férteis de loesse das terras altas da margem direita e pela proximidade imediata das florestas situadas na margem esquerda do rio. Pesquisas arqueológicas mostraram que Gawrońc (o nome local para as colinas na borda do vale do rio Kamienna) era o lar de pessoas que, entre outras coisas, faziam ferramentas de pedra com sílex listrado extraído da vizinha Krzemionki, onde havia uma grande mina dessa matéria-prima. Ferramentas feitas de sílex listrado produzidas em Gawrońec eram exportadas para a Europa naquela época.
Nos primeiros séculos d.C., uma rota comercial romana corria ao longo do rio Kamienna, que levava às fundições de Świętokrzyskie, onde o minério de ferro era fundido. Devido ao pequeno número de fontes históricas e arqueológicas, hoje é difícil reconstruir a história mais antiga de Ćmielów e sua vizinhança, mas é um fato indiscutível que as condições naturais favoráveis incentivaram as pessoas a se estabelecerem no vale do rio Kamienna. Além da agricultura e da produção de ferramentas de sílex, a cerâmica foi produzida aqui desde os tempos mais remotos, graças aos depósitos de argila e loesse adequados para esse ofício.

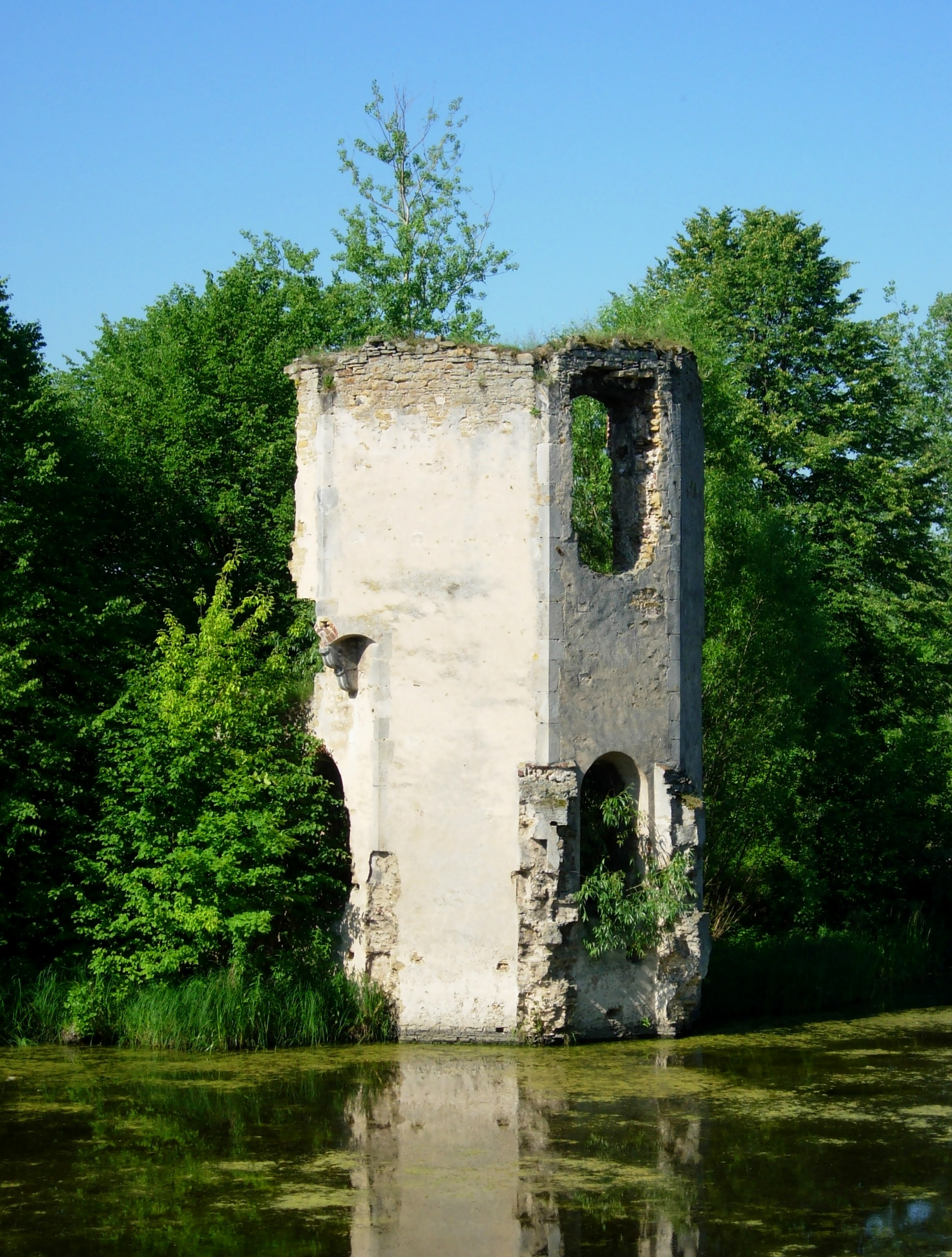
Ruínas do castelo

As primeiras referências históricas a Ćmielów datam do século XIV. O assentamento era originalmente propriedade da família Odrowąż. Já no século XIII havia uma igreja no local. Em 1388, os irmãos Marcin e Mikołaj de Baruchów, do brasão de Doliwa, venderam o castelo e a aldeia a Gniewosz de Dalewice, e este último deu toda a propriedade de Ćmielów a seu filho, que, como seu pai, tinha o nome de Gniewosz. Em 1425, Ćmielów foi comprada por Jan de Podlodów, com o brasão de armas de Janina. Vale a pena mencionar que, naquela época, ao lado da aldeia de Ćmielów situada sob o castelo, havia também a aldeia de Szydłów, localizada no local da atual igreja paroquial.
O final do século XV marcou o início do esplendor do vilarejo e, depois, da cidade de Ćmielów, que se tornou propriedade da família Szydłowiec. A filha de Stanisław Szydłowiecki, Katarzyna, por meio de seu casamento com Stanisław de Grocholic do brasão de Syrokomla, em 1473, chamou a atenção de sua família para os domínios localizados no vale do rio Kamienna. No início do século XVI, o Grande Tesoureiro da Coroa, Jakub Szydłowiecki, irmão de Katarzyna, iniciou uma campanha para comprar as propriedades situadas no rio Kamienna, adquirindo também a propriedade de Ćmielów. O próximo passo dado por Szydłowiecki foi expandir o castelo existente no local e fundar uma cidade nas terras das aldeias de Ćmielów e Szydłów. Ćmielów recebeu direitos de cidade pelo privilégio de fundação de 19 de maio de 1505, emitido em Radom pelo rei Alexandre Jagelão.
Após a morte de Jakub Szydłowiecki em 1509, Ćmielów passou temporariamente para as mãos do meio-irmão de Jakub, Mikołaj, e depois para as mãos de Krzysztof Szydłowiecki, Grande Chanceler da Coroa e proprietário da vizinha Opatów. Foi durante seu domínio que Ćmielów se tornou uma cidade próspera com uma bela residência de magnata de padrão europeu, criada a partir de uma extensão do castelo local nos anos 1519–1531. Após a morte do chanceler, que ocorreu em 1532, a propriedade de Ćmielów foi herdada por sua esposa, Zofia de Targowisko, seguida por seus netos. Como resultado das divisões de propriedade, as disputas familiares sobre a cidade, o castelo e outras propriedades entre os Tarnowskis, Radziwills e, mais tarde, os Zborowskis duraram várias décadas e, atualmente, é difícil estabelecer com precisão como a herança se processou. A cidade na voivodia de Sandomierz era propriedade de Mikołaj Krzysztof Radziwiłł em 1576–1578. A situação da propriedade se estabilizou somente em 1606, quando a propriedade de Ćmielów passou para as mãos de Janusz Ostrogski. Durante quase todo o século XVII, ela foi herdada por seus descendentes e, mais tarde, pela família Zasławski, que estava relacionada a eles.

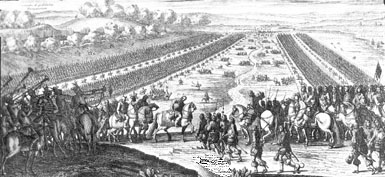
Desenho representando o encontro dos exércitos de Jorge II Rákóczi e Carlos X Gustavo em Ćmielów, que deu início à terceira fase do “Dilúvio”

O auge de Ćmielów chegou ao fim com o Dilúvio sueco, durante o qual o castelo local foi, por algum tempo, a residência do duque da Transilvânia. Em 12 de abril de 1657, os exércitos de Jorge II Rákóczi e Carlos X Gustavo se encontraram em Ćmielów. Os exércitos combinados iniciaram a terceira fase do “Dilúvio”. Os soldados também não pouparam a cidade e a fortaleza, queimando-as e assassinando famílias nobres que buscaram asilo em Ćmielów. Em 1657 e 1702, a cidade foi severamente destruída pelos suecos.
Em 1661, o rei João II Casimiro renovou os antigos privilégios de sete feiras por ano. Em 1578, havia 77 artesãos trabalhando em Ćmielów, 4 destiladores e um fabricante de alcatrão.
Em 1663, Ćmielów tinha apenas 373 habitantes em 44 casas.
Em 1709, Ćmielów passou para as mãos de Aleksander Dominik Lubomirski e, em 1753, tornou-se propriedade do Grande Chanceler da Coroa, o conde Jan Małachowski. Jacek Małachowski tornou-se o próximo sucessor da cidade e de suas posses e, após sua morte, a propriedade foi herdada por seu filho Jan e depois por sua irmã Franciszka que, em 1828, entregou Ćmielów a seus filhos Kazimierz e Anna. Estes, por sua vez, venderam a cidade dois anos depois para Teresa del Campo Scypionowa e seu cunhado Wojciech Pusłowski. Em 1845, a condessa tornou-se a única proprietária da propriedade e, após sua morte em 1848, a propriedade foi herdada por sua filha Maria. Posteriormente, Ćmielów foi legada a seus filhos. Em 1896, a propriedade Ćmielów pertencia ao príncipe Aleksander Drucki-Lubecki.

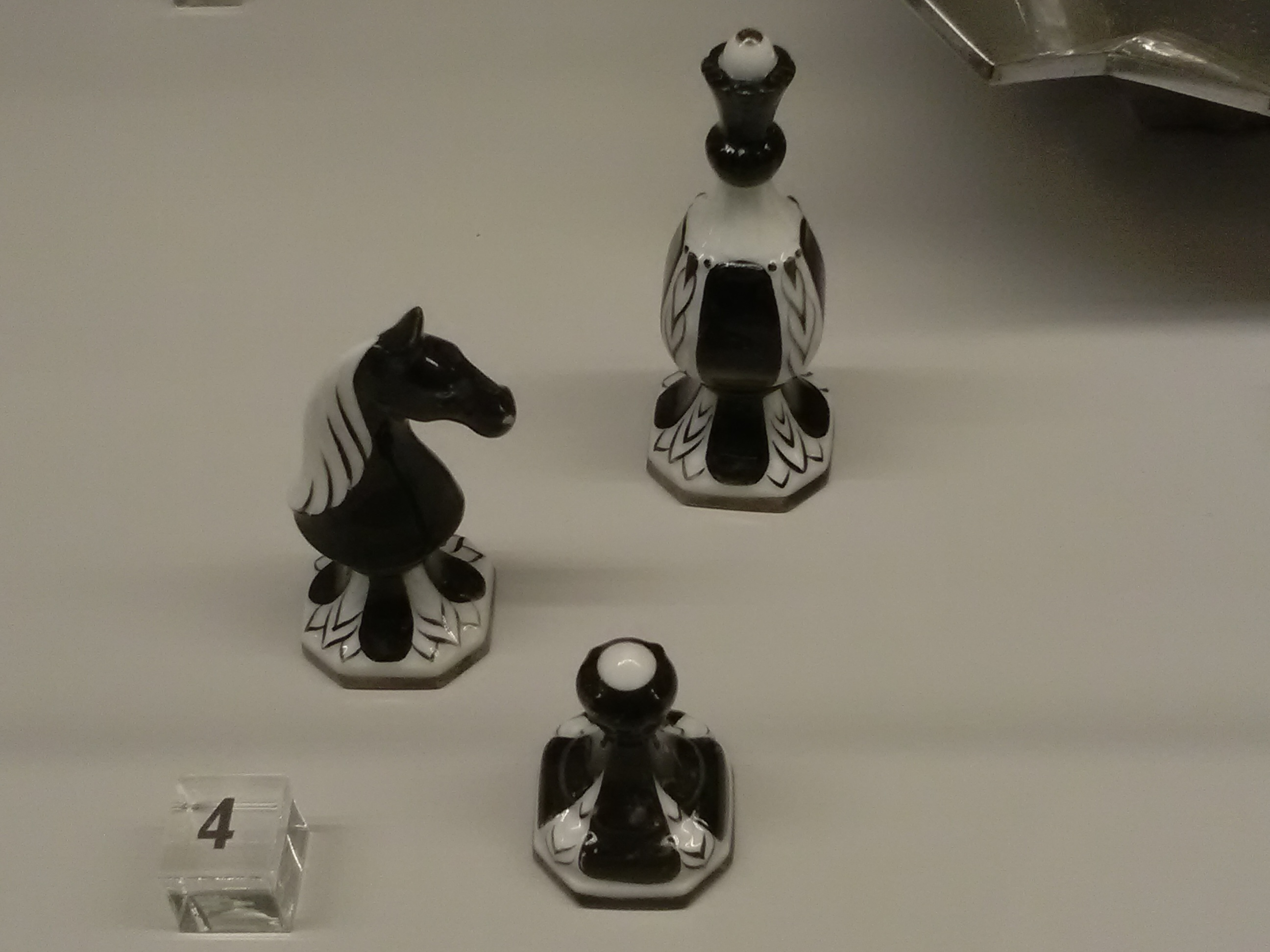
Exemplos de artigos de porcelana da fábrica em Ćmielów, década de 1930 (exposições do Museu de Artes Aplicadas em Poznań)

No século XVIII, Ćmielów tornou-se um centro de fabricação de cerâmica. Em 1750, o rei Augusto III concedeu aos ceramistas locais o privilégio de vender seus produtos em todo o país. Esse direito foi confirmado pelo rei Estanislau II Augusto em 1768. Por outro lado, em 1804 ou, de acordo com outras fontes, em 1809, o conde Jacek Małachowski inaugurou uma fábrica de faiança e porcelana no local.
Em 1827, Ćmielów tinha 154 casas e 1424 habitantes.
A cidade participou ativamente das lutas pela libertação durante o período pós-partição. Durante o Levante de Novembro de 1830, os habitantes da cidade organizaram seu próprio destacamento sob o comando de Andrzej Petelewicz.
Durante a Revolta de Janeiro de 1863, o líder do movimento na área foi o pároco local, Kacper Kotkowski. Marian Langiewicz, um dos líderes do levante, permaneceu por pouco tempo em Ćmielów. Após o levante, como resultado das repressões czaristas em 1870, Ćmielów perdeu seus direitos municipais e a sede das autoridades municipais, transferidas para a vizinha Krzczonowice.
Durante a Revolução de 1905, Ćmielów se viu nas fronteiras da chamada República Ostrowiecka.
Em 1915, a cidade foi conectada a Ostrowiec Świętokrzyski e Sandomierz por uma linha férrea.
Em 1932, Ćmielów foi conectada à rede elétrica.
Durante a ocupação alemã, existiu um gueto no local entre o verão e o outono de 1942, onde cerca de 2 mil judeus foram mantidos. Depois que o gueto foi liquidado em outubro de 1942, os sobreviventes foram levados para Treblinka.
Em 18 de março de 1943, um destacamento da Guarda Popular B. Głowacki, sob o comando de Stefan Szymański (pseudônimo de “Osa”, “Góral”), realizou uma ação de desarmamento na escola local de suboficiais alemães, como resultado da qual dois gendarmes foram desarmados.
Em 31 de dezembro de 1959, as aldeias de Przepaść e Skała e a colônia Wióry-Przepaść foram incorporadas a Ćmielów.
Em 1961, Ćmielów tinha 4 001 habitantes.
Em 1962, Ćmielów recuperou seus direitos municipais. De 1975 a 1998, a cidade pertenceu administrativamente à voivodia de Tarnobrzeg.

## Demografia
Conforme os dados do Escritório Central de Estatística da Polônia (GUS) de 31 de dezembro de 2024, Ćmielów é uma cidade muito pequena com uma população de 2 770 habitantes (24.º lugar na voivodia de Santa Cruz e 753.º na Polônia), tem uma área de 13,3 km² (21.º lugar na voivodia de Santa Cruz e 491.º lugar na Polônia) e uma densidade populacional de 208 hab./km² (29.º lugar na voivodia de Santa Cruz e 845.º lugar na Polônia). Entre 2002–2024, o número de habitantes diminuiu 13,0%.
Os habitantes de Ćmielów constituem cerca de 2,79% da população do condado de Ostrowiec, constituindo 0,24% da população da voivodia de Santa Cruz.
| Descrição                         | Total      | Total    | Mulheres   | Mulheres | Homens     | Homens   |
| --------------------------------- | ---------- | -------- | ---------- | -------- | ---------- | -------- |
| unidade                           | habitantes | %        | habitantes | %        | habitantes | %        |
| população                         | 2 770      | 100      | 1 431      | 51,7     | 1 339      | 48,3     |
| área                              | 13,3 km²   | 13,3 km² | 13,3 km²   | 13,3 km² | 13,3 km²   | 13,3 km² |
| densidade populacional (hab./km²) | 208        | 208      | 107,5      | 107,5    | 100,5      | 100,5    |

## Economia
- Fábrica de porcelana AS Ćmielów[19]
- Fábrica de porcelana “Ćmielów”[20]
- Polska Grupa Porcelanowa[21]

## Cultura

### Museus e galerias
Museu da Porcelana Viva, que apresenta o processo de fabricação de porcelana, bem como suas coleções, desde a faiança de Malachowski até os produtos mais recentes.

## Monumentos históricos
- Ruínas do castelo no rio Kamienna[23]

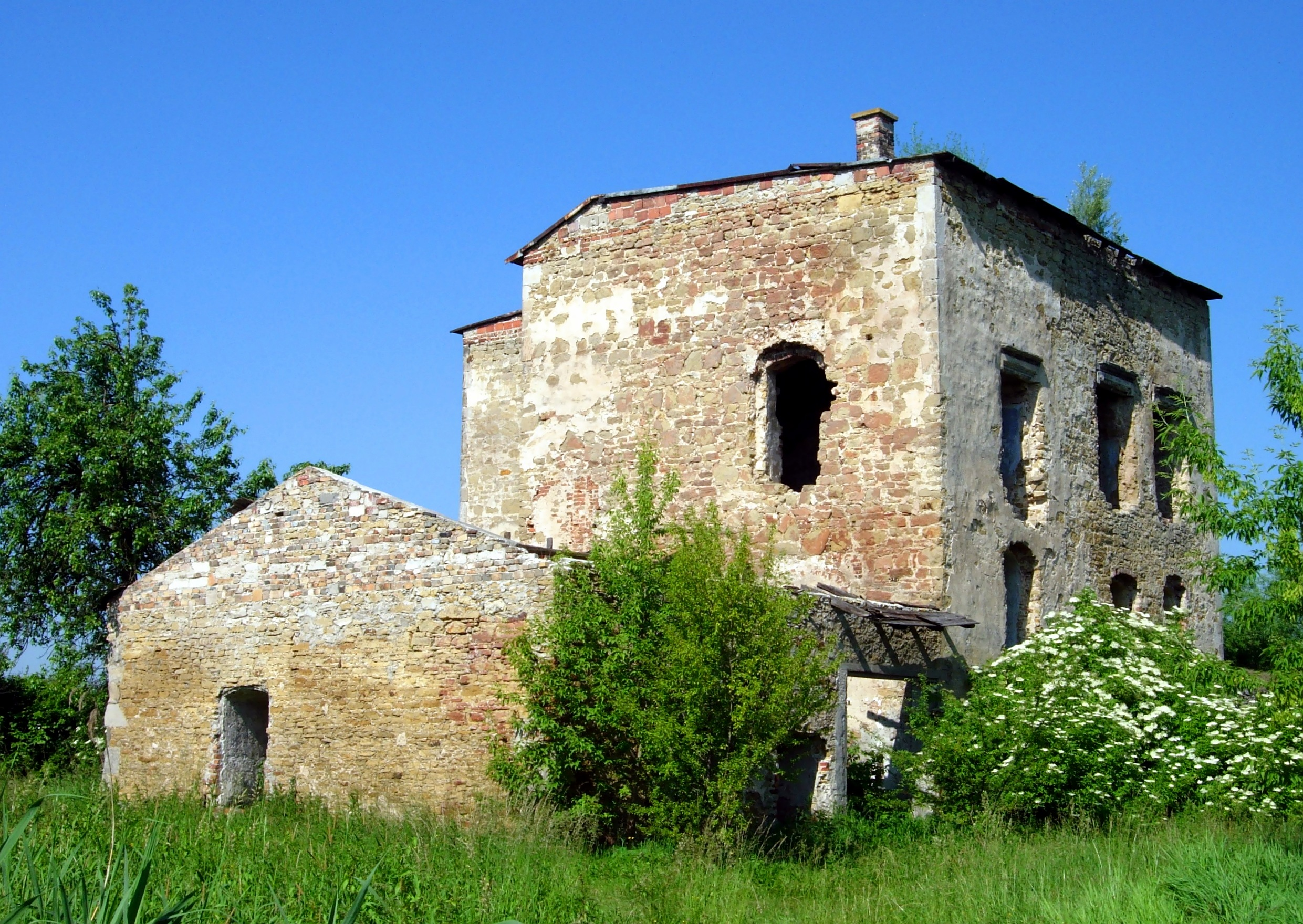
Ruínas do castelo, pré-castelo

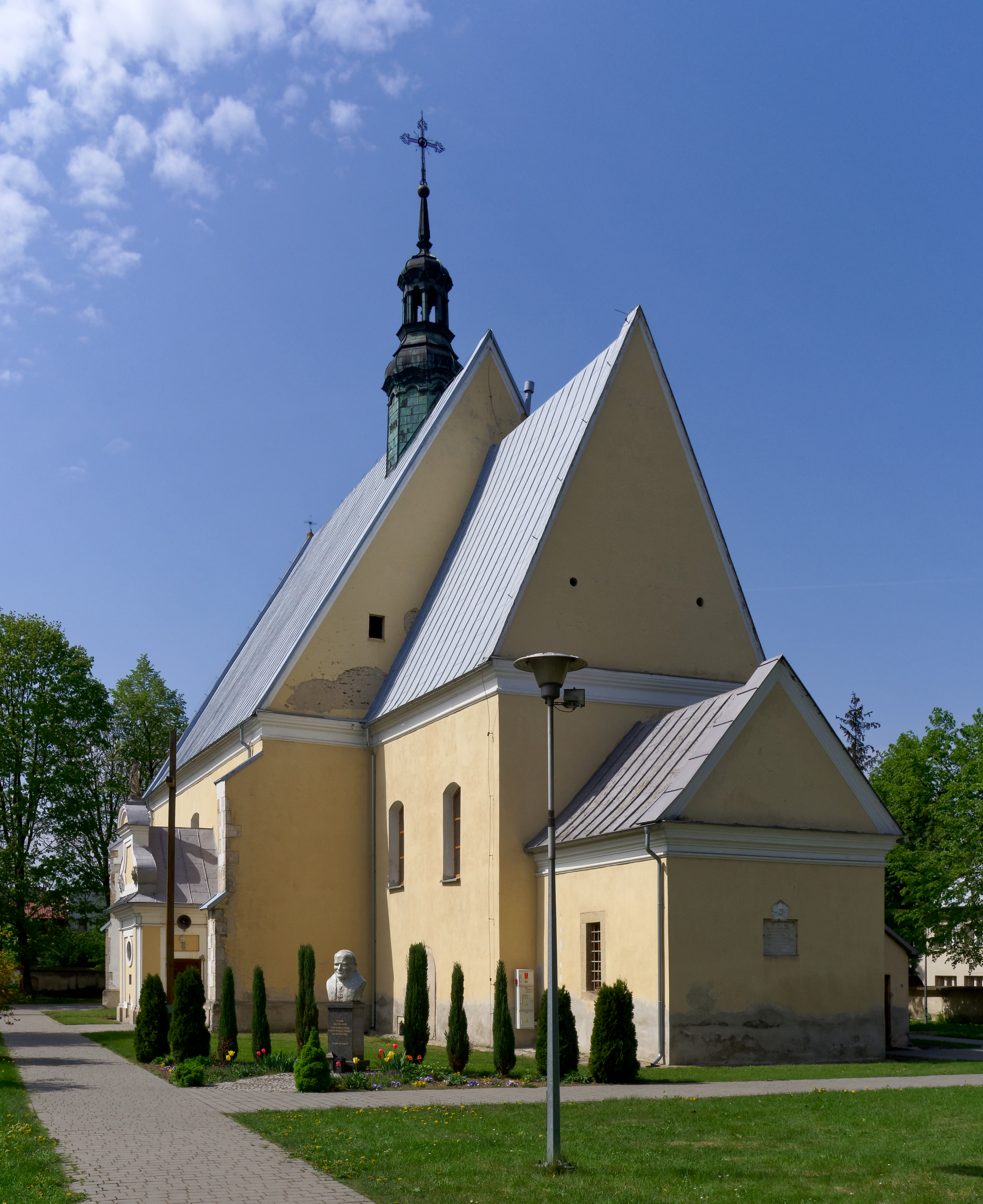
Igreja paroquial da Assunção da Bem-Aventurada Virgem Maria

- Igreja paroquial da Assunção da Bem-Aventurada Virgem Maria, construída no início do século XIV em estilo gótico tardio, reconstruída no século XVIII em estilo barroco, mobília barroca e rococó[23]
- Cemitério paroquial[23]
- Estátua de São Floriano de 1704 na praça principal, fundada pelo casal Gajewski. Reformada por Bartholomew e Margaret Mysliwski em 4 de maio de 1906. A restauração mais recente foi realizada em 2011[24]
- Capela na rua Zamkowa de meados do século XIX. Segundo a tradição local, um insurgente de Kościuszko morto por soldados russos está enterrado sob a capela. Durante a Revolta de Janeiro, ela serviu de abrigo para os insurgentes e, durante a Revolução de 1905, foi usada pelos combatentes do Partido Socialista Polonês, que cavaram um esconderijo embaixo dela, ao qual se tinha acesso empurrando as placas do piso. Além das armas ali armazenadas, era usada como quarto de dormir.[25] A restauração mais recente foi realizada em 2013.
- Capela com uma estátua de São João Nepomuceno na rua Opatowska (a estrada para Krzczonowice), reformada em 2008 após ter sido devastada alguns anos antes.
- Capela do cemitério dos Długoszewskis, localizada no cemitério paroquial na rua Zaciszna. Na parede oeste da capela está a Cruz da Lembrança Nacional, aos pés da qual estão placas de porcelana com os nomes dos soldados mortos do Exército da Pátria, bem como de Marian Raciborski e do padre Kacper Kotkowski.[25]
- Monumento aos Combatentes pela Independência na forma de uma coluna na praça principal em Ćmielów. Ele foi feito de blocos de pedra. Foi inaugurado no vigésimo aniversário da independência da Polônia, em 11 de novembro de 1938.

## Esporte
A cidade tem um clube de futebol Świt Ćmielów, fundado em 1952. Na temporada 2024/2025 disputa a Copa da Polônia da Chemar Gasodutos no grupo: Świętokrzyski ZPN.

## Comunidades religiosas
Igreja Católica
- Paróquia da Assunção da Bem-Aventurada Virgem Maria[27]

Testemunhas de Jeová
- Igreja em Ćmielów